# Mordam Records
Mordam Records fue una compañía de distribución de registros de sellos discográficos independiente ubicada en Sacramento, California. Originalmente fue fundada en San Francisco en 1983 como una compañía de distribución punk independiente, por Ruth Schwartz (Schwartz es uno de los originales coeditores de Maximumrocknroll). Mordam fue el distribuidor exclusivo para muchos sellos discográficos independientes de punk rock durante las décadas de los 80 y 90, ganando una reputación como uno de los pocos "distros" que pagaron sus etiquetas a tiempo. Algunas de estas etiquetas incluidas Lookout! Records, Frank Kozik's, Man's Ruin Records, Kill Rock Stars, Jade Tree, y los más notables como Jello Biafra's, Alternative Tentacles y Long Gone John.
Luego de la partida de Lookout! Records y de Man's Ruin Records en 2000. Schwartz trasladó la empresa a su actual ubicación en Sacramento. Posteriormente ella vendió Mordam a Lumberjack Distribution en el 2005. Continuó como Lumberjack Mordam Music Group, con un récord de ventas en caída libre, un tiempo después se fue a la quiebra.
Muchas bandas fueron liberadas por Mordam Records como Faith No More, The Ex, Negativland, Rhythm Pigs, Victim's Family, y Mannequin Beach.

## Primeras versiones
| Año  | Grupo Cantante  | Álbum Sencillo                       |
| ---- | --------------- | ------------------------------------ |
| 1985 | Faith No More   | We Care a Lot                        |
| 1986 | Rhythm Pigs     | Homónimo                             |
| 1986 | Victim's Family | Voltage and Violets                  |
| 1987 | Rhythm Pigs     | Choke on this                        |
| 1987 | The Ex          | Too Many Cowboys                     |
| 1988 | Victim's Family | Things I Hate to Admit               |
| 1988 | Mannequin Beach | Don't Laugh,You're Next              |
| 1988 | Victim's Family | Son of a Church Card/Quivering Lip 7 |
| 1990 | Victim's Family | White Bread Blues                    |